# Templo de la Luna (Cuzco)
El Templo de la Luna es un sitio arqueológico ubicado a una hora de la Ciudad del Cusco y a 1 kilómetro del sitio arqueológico de Kenko. Está constituido por una formación rocosa que se eleva a 80 metros donde los incas labraron edificios y ornamentos. Está situada junto al camino que va del Cusco al Antisuyo. Las excavaciones en el lugar revelaron restos de edificios, zonas de enterramientos, terrazas agrícolas y restos de canalizaciones. No debe confundirse con el Templo de la Luna que se encuentra en el Santuario Histórico de Machupicchu. 
|                            |
| Vista superior del Templo. |

|                                             |
| Camino Inca que lleva al Templo de la Luna. |

|                                                |
| Vista de gradería inca al interior de Caverna. |

|                               |
| Restos del Templo de la Luna. |

|                            |
| Templo de la Luna (Cusco). |